# Liste der Einträge im National Register of Historic Places im Huerfano County

Lage des Huerfano Countys in Colorado

Die Liste der Einträge im National Register of Historic Places im Huerfano County in Colorado führt die Bauwerke und historischen Stätten im Huerfano County auf, die in das National Register of Historic Places aufgenommen wurden.
Legende
| NRHP | Historic Place             |
| HD   | Historic District          |
| NHL  | National Historic Landmark |

| [ 2 ] | Name                                     | Bild                                     | Eintragsdatum                 | Lage                                                        | Ort        | Beschreibung |
| ----- | ---------------------------------------- | ---------------------------------------- | ----------------------------- | ----------------------------------------------------------- | ---------- | ------------ |
| 1     | Francisco Plaza                          | Francisco Plaza                          | 23. Okt. 1986 ID-Nr. 86002950 | 312 S. Main St. 37° 30′ 27″ N, 105° 0′ 33″ W                | La Veta    |              |
| 2     | Huerfano County Courthouse and Jail      | Huerfano County Courthouse and Jail      | 23. Apr. 1973 ID-Nr. 73000476 | 400 Main St. 37° 37′ 29″ N, 104° 46′ 53″ W                  | Walsenburg |              |
| 3     | Huerfano County High School              | Huerfano County High School              | 2. Nov. 2005 ID-Nr. 05001200  | 415 Walsen Ave. 37° 37′ 51″ N, 104° 47′ 10″ W               | Walsenburg |              |
| 4     | La Veta Pass Narrow Gauge Railroad Depot | La Veta Pass Narrow Gauge Railroad Depot | 6. Juni 1980 ID-Nr. 80000902  | Abfahrt U.S. Highway 160 37° 35′ 35″ N, 105° 12′ 12″ W      | La Veta    |              |
| 5     | Lamme Hospital                           | Lamme Hospital                           | 10. Dez. 1993 ID-Nr. 93001376 | 314 S. Main St. 37° 30′ 26″ N, 105° 0′ 31″ W                | La Veta    |              |
| 6     | Maitland Arroyo Bridge                   | Maitland Arroyo Bridge                   | 15. Okt. 2002 ID-Nr. 02001134 | State Highway 69 bei Meile 3,0 37° 39′ 57″ N, 104° 50′ 0″ W | Walsenburg |              |

Nicht mehr verzeichnete historisch bedeutsame Stätten
| [ 2 ] | Name          | Bild          | Eintragsdatum                 | Lage                                                           | Ort      | Beschreibung |
| ----- | ------------- | ------------- | ----------------------------- | -------------------------------------------------------------- | -------- | ------------ |
| 7     | Montoya Ranch | Montoya Ranch | 3. Juli 2012 ID-Nr. 12000377  | 19176 State Highway 69 37° 42′ 24″ N, 104° 54′ 59″ W           | Farisita |              |
| 8     | Veta Pass     | Veta Pass     | 31. Aug. 2011 ID-Nr. 11000607 | 3652, 3665, 3688 County Road 443 37° 35′ 35″ N, 105° 12′ 12″ W | La Veta  |              |